# Ochna holstii
Ochna holstii är en tvåhjärtbladig växtart som beskrevs av Adolf Engler. Ochna holstii ingår i släktet Ochna och familjen Ochnaceae. Inga underarter finns listade i Catalogue of Life.